# Sulnowo
Sulnowo – wieś w Polsce położona w województwie kujawsko-pomorskim, w powiecie świeckim, w gminie Świecie. Usytuowana jest w północnej części gminy Świecie. Utworzona została uchwałą nr 94/91 Rady Miejskiej w Świeciu z 14 stycznia 1991 r. Według Narodowego Spisu Powszechnego (III 2011 r.) liczyła 702 mieszkańców. Jest trzecią co do wielkości miejscowością gminy Świecie.
W latach 1991–1998 miejscowość administracyjnie należała do województwa bydgoskiego.

## Środowisko przyrodnicze
Sulnowo leży na terenie równinnym. W Sulnowie znajdują się 2 pomniki przyrody - 2 lipy drobnolistne o obwodach 282 i 332 cm mieszczące się w parku wiejskim. Ponadto sołectwo charakteryzuje się bogatą fauną. Występują tu liczne gatunki ptaków bytujące we wszystkich typach środowiska:
- w środowisku typowo wodnym żyją m.in.: czapla siwa, bocian biały, łabędź niemy, krzyżówka, łyska
- w środowisku lądowym żyją m.in.: jerzyk, skowronek, sikora uboga, bogatka, wilga, sroka, wrona, kruk, szpak, wróbel, czajka, zięba, szczygieł, trznadel, przepiórka
- w środowisku typowo leśnym żyją m.in.: myszołów, dzięcioł duży, dzięciołek, strzyżyk, kos, sójka, puszczyk

Wśród płazów bytujących w okolicach sołectwa można wyróżnić: kumak nizinny, ropucha szara, rzekotka drzewna, żaba wodna, żaba śmieszka. Wśród gadów wyróżnić można: jaszczurka zwinka, jaszczurka żyworodna, padalec, zaskroniec zwyczajny, żmija zygzakowata. Wśród najczęściej spotykanych ssaków można wyróżnić: jeż wschodni, kret, mysz domowa, szczur wędrowny, mysz polna, mysz leśna, lis, jenot, borsuk, wydra, kuna leśna, kuna domowa, łasica, tchórz, dzik, sarna, jeleń europejski, łoś, nocek duży, gacek wielkouch, zając szarak, wiewiórka, piżmak, bóbr.

## Środowisko kulturowe
W Sulnowie zabytkiem jest pałac przekształcony na budynek mieszkalny. W miejscowości tej występują lokalne nazwy takie jak: Kwaśniewo, Kacze Doły.

## Dziedzictwo historyczne i gospodarcze
Nazwa Sulnowo pochodzi od imienia Selen, pochodnego od Sulimira, Sulisława. Dawniejsze nazwy wsi to Sullnowo, Solnow (1400 r.), Solnaw (1424 r.), Solnowo (1565 r.). Sulnowo powstało w 1419 r. w czasach wojen krzyżackich. W 1885 r. wieś miała własną gorzelnię, młyn parowy, owczarnię rasy Rambouillet, tryki rasy Hampshire i Southdown, hodowlę koni wschodniopruskich, świni i bydła. W Sulnowie znajdował się też zakład produkcji sera. Za czasów polskich Sulnowo należało do starostwa świeckiego.

## Obiekty i tereny
Sulnowo położone jest przy drodze powiatowej 1259C, która ma bezpośrednie połączenie z drogą wojewódzką nr 239, łączącej Świecie z Laskowicami Pomorskimi. Sulnowo ma dobre połączenie poprzez drogę wojewódzką i drogi powiatowe z okolicznymi wsiami.
Od 1992 roku działa w Sulnowie duży Zakład Produkcji Tektur Falistych i Opakowań Bart. Również funkcjonuje fabryka osłonek - Darmex Casing. Od 1994 r. powstał w Sulnowie oddział firmy BE&K Europe Sp. z o.o. Od kilku lat istnieje również Przedsiębiorstwo Produkcyjno-Handlowo-Usługowe Jabex Browińscy. Ponadto istnieją zakłady usługowe, takie jak elektryk samochodowy, ślusarstwo samochodowe, zakład stolarski, zakład murarsko-dekarski oraz usługi transportowe.

## Gospodarka i rolnictwo
Sulnowo (wg stanu na 19.01.2004 r.) liczy 146 gospodarstw rolnych. W sołectwie tym rolnicy gospodarują na 1197 ha użytków rolnych w tym: 1142 ha gruntów ornych, 10 ha łąk, 44 ha pastwisk.
- Struktura jakości użytków rolnych w sołectwie na 19.01.2004 r.:
  - struktura jakości gruntów ornych w poszczególnych klasach bonitacyjnych przedstawia się następująco:
    - klasa IIIa 8,34 ha (0,73%)
    - klasa IIIb 366,15 ha (32,0%)
    - klasa IVa 607,20 ha (53,1%)
    - klasa IVb 87,06 ha (7,62%)
    - klasa V 66,44 ha (5,81%)
    - klasa VI 7,39 ha (0,65%)

  - struktura jakości łąk w poszczególnych klasach bonitacyjnych przedstawia się następująco:
    - klasa IV 7,03 ha (70,6%)
    - klasa V 2,92 ha (29,3%)

  - struktura jakości pastwisk w poszczególnych klasach bonitacyjnych przedstawia się następująco:
    - klasa III 7,19 ha (16,0%)
    - klasa IV 27,43 ha (61,5%)
    - klasa V 5,11 ha (11,5%)
    - klasa VI 4,84 ha (11,0%)

Z powyższych danych wynika, że sołectwo Sulnowo dysponuje dobrą jakością gleb, co sprzyja intensyfikacji rolnictwa.
- Dane liczbowe pozostałych gruntów i terenów w sołectwie na 19.01.2004 r.:
  - grunty pod lasami:
    - leśne 210,0 ha
    - zadrzewione i zakrzewione 0,4 ha

  - grunty pod wodami:
    - wody stojące 11 ha
    - wody płynące 37 ha
    - rowy 2 ha

  - tereny komunikacyjne:
    - drogi 46 ha
    - kolejowe i inne 8 ha

  - tereny osiedlowe:
    - zabudowane 37,0 ha
    - niezabudowane 0,07 ha
    - zielone 1,0 ha

  - użytki ekologiczne (brak)
  - tereny różne: 3 ha
  - nieużytki: 42 ha

Gmina obecnie przygotowuje teren 20 ha pod działalność gospodarczą. Planuje się stworzyć 10 podmiotów gospodarczych oraz 100 miejsc pracy.

## Instytucje, ludzie, organizacje społeczne
W Sulnowie istnieje świetlica, w której organizowane są imprezy okolicznościowe oraz odbywają się spotkania Koła Gospodyń Wiejskich. Ludzie zamieszkujący sołectwo są życzliwi i pozytywnie nastawieni do życia. Widoczna jest integracja mieszkańców oraz ich silna motywacja do działania. Działające organizacje to: Rada Sołecka oraz Koło Gospodyń Wiejskich.